# Stor bandbladstekel
Stor bandbladstekel (Tenthredo vespa) är en stekelart som beskrevs av Anders Jahan Retzius 1783. Tenthredo vespa ingår i släktet Tenthredo, och familjen bladsteklar. Enligt den finländska rödlistan är arten nära hotad i Finland. Arten är reproducerande i Sverige. Artens livsmiljö är strandängar vid Östersjön.

## Bildgalleri

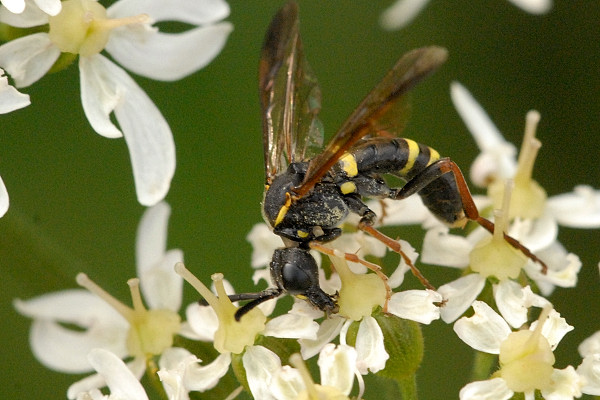
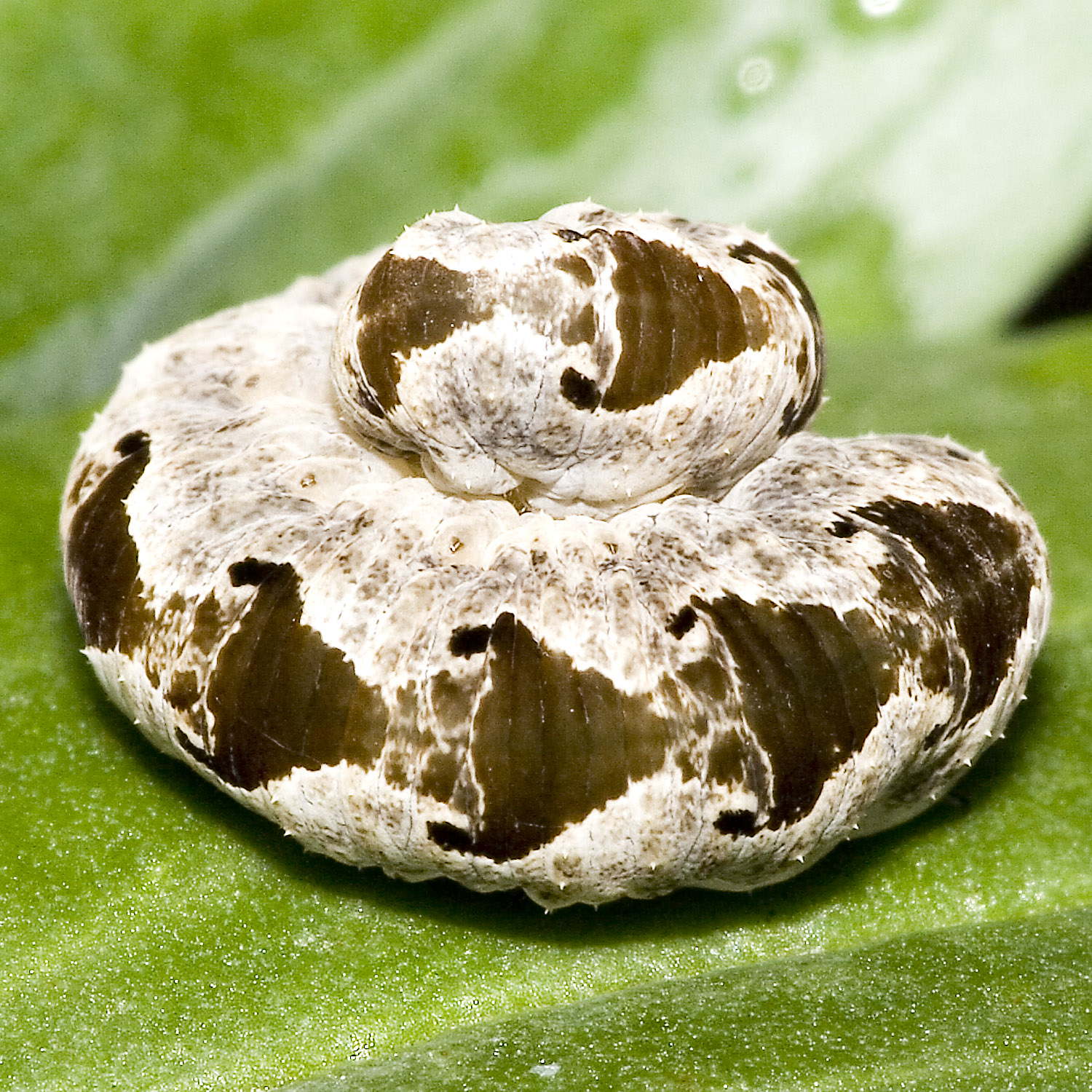
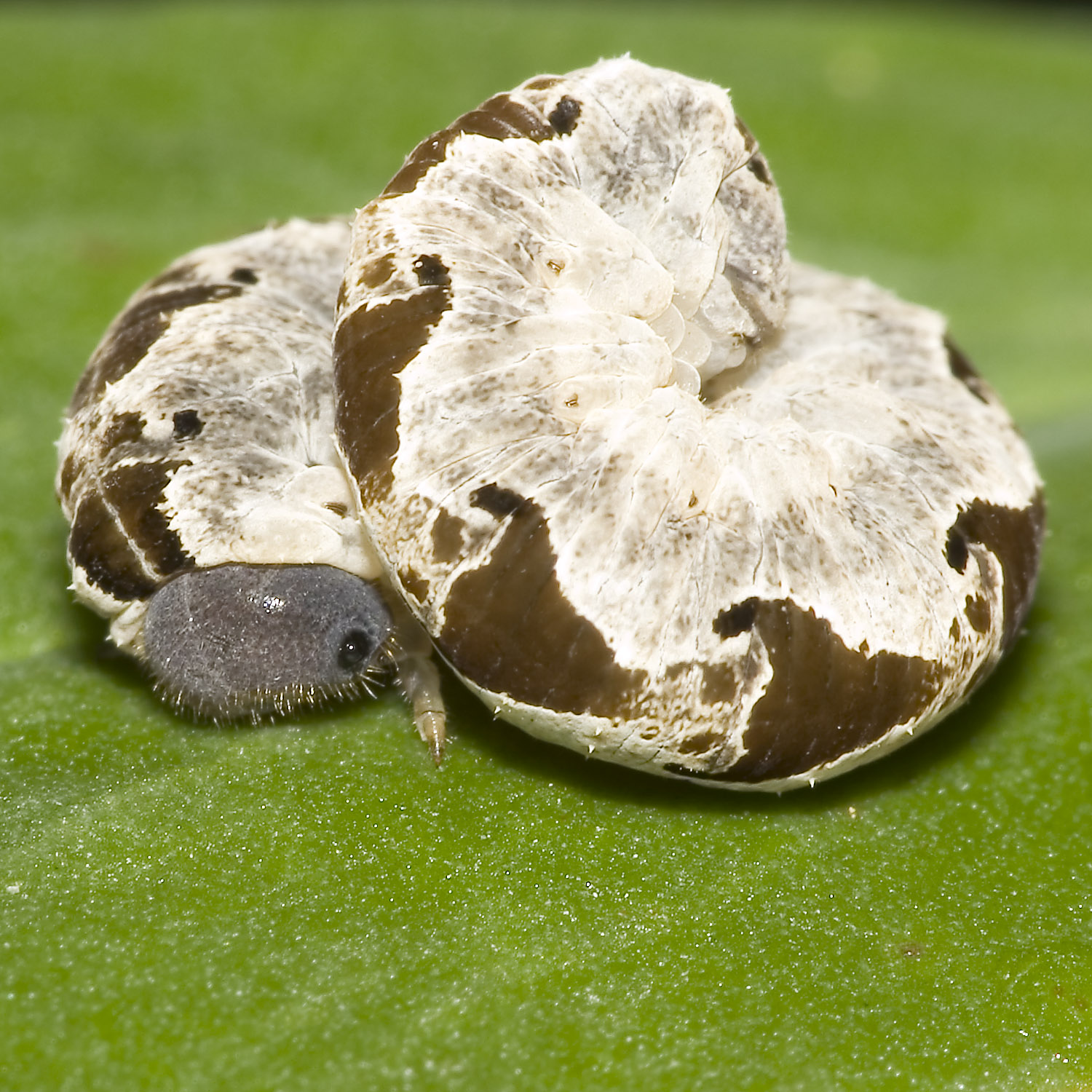